# Parasyrisca hippai
Parasyrisca hippai Ovtsharenko, Platnick & Marusik, 1995 è un ragno appartenente alla famiglia Gnaphosidae.

## Etimologia
Il nome della specie è in onore dell'aracnologo finlandese Heikki Hippa (1943- ) che raccolse gli esemplari fra il 10 e il 14 luglio del 1983.

## Caratteristiche
L'olotipo femminile rinvenuto ha lunghezza totale è di 7,20 mm; la lunghezza del cefalotorace è di 3,00 mm; e la larghezza è di 2,40 mm.

## Distribuzione
La specie è stata reperita in Russia: l'olotipo femminile è stato rinvenuto 10 km a sudest della località di Katanda, appartenente alla Repubblica dell'Altaj.

## Tassonomia
Al 2015 non sono note sottospecie e dal 1995 non sono stati esaminati nuovi esemplari.